# Ricusanza

Mappa delle contee storiche dell'Inghilterra che mostra la percentuale di cattolici registrata nella popolazione nel 1715-1720.

La ricusazione, dal latino recusare (rifiutare, fare obiezione), era lo stato di coloro che si rifiutarono di partecipare ai servizi religiosi anglicani e, più in generale, riformati. Il termine venne usato per la prima volta per riferirsi a persone, note come ricusanti, che erano rimaste fedeli al papa e alla Chiesa cattolica romana e che quindi non partecipavano alla vita della Chiesa d'Inghilterra.
Nel 1558, la regina Elisabetta I promulgò l'Act of Uniformity, che imponeva ai sudditi di partecipare alla messa almeno una volta a settimana. Esso fu temporaneamente abrogato durante l'Interregno (1649–1660) ma poi fu ripristinato e rimase in vigore fino al 1888. Per chi non si convertiva o non partecipava alle attività religiose anglicane erano previste multe, confische di proprietà e persino la prigionia. La sospensione sotto Oliver Cromwell aveva principalmente lo scopo di dare sollievo ai protestanti non conformisti piuttosto che ai cattolici, ai quali alcune restrizioni si applicarono fino agli anni 1920, nonostante il processo di emancipazione cattolica iniziato nel 1828.
In alcuni casi, coloro che aderivano al cattolicesimo furono condannati alla pena di morte  e diversi cattolici inglesi e gallesi furono giustiziati nei secoli XV e XVI. Molti di essi furono beatificati o canonizzati dalla Chiesa cattolica come martiri della Riforma anglicana, tra cui i Quaranta martiri di Inghilterra e Galles.

## Definizione
Oggi, il termine si applica ai discendenti delle famiglie dei gentiluomini e dei pari cattolici britannici. Il cattolicesimo era la religione di maggioranza in alcune parti di Lancashire, Yorkshire e Cumbria. Nel Regno di Scozia era diffuso in alcune parti delle Highlands, tra cui The Rough Bounds e Banffshire, nelle isole Ebridi meridionali, tra cui South Uist, Benbecula, Eriskay, Barra e Vatersay.

## Storia
Dopo la Riforma Anglicana, dal XVI al XIX secolo, i colpevoli di tale non conformità, definiti "ricusanti", furono soggetti a sanzioni civili e talvolta, specialmente nella parte iniziale di questo periodo, a sanzioni penali. I cattolici costituivano una grande parte, se non la quasi totalità, dei ricusanti. Inizialmente questa definizione si applicava solamente ai cattolici. Anche gli appartenenti a gruppi non cattolici composti da cristiani riformati o da protestanti dissidenti della Chiesa d'Inghilterra in seguito vennero etichettati come "ricusanti". Le leggi sulla ricusazione rimasero in vigore dal regno di Elisabetta I a quello di Giorgio III, ma non sempre vennero applicate con uguale intensità.
Il primo statuto per rispondere al dissenso settario dalla religione ufficiale dell'Inghilterra fu emanato nel 1593 sotto Elisabetta I e prese specificamente di mira i cattolici, avendo per titolo "Una legge per reprimere i ricusanti papisti". Questo atto definì i "ricusanti papisti" come "convicted for not repairing to some Church, Chapel, or usual place of Common Prayer to hear Divine Service there, but forbearing the same contrary to the tenor of the laws and statutes heretofore made and provided in that behalf".
Altre leggi successive presero di mira i ricusanti cattolici. Giacomo I e Carlo I approvarono statuti e leggi che definirono altri reati ritenuti atti di ricusazione. I ricusanti erano soggetti a varie sanzioni civili e penali, la maggior parte delle quali furono abrogate durante la Reggenza e il regno di Giorgio IV (1811–1830). La Nuttall Encyclopædia osservò che i dissidenti venivano largamente perdonati dopo l'atto di tolleranza emesso da Guglielmo III mentre i cattolici "non furono emancipati del tutto fino al 1829".
I primi ricusanti includevano anche i dissidenti protestanti, in particolare i calvinisti e i riformatori radicali. Con la crescita degli appartenenti a questi ultimi gruppi, successiva alla Restaurazione di Carlo II, essi furono distinti dai ricusanti cattolici con i termini di "anticonformisti" o "dissenzienti". Il periodo di ricusazione vide l'opera e il sacrificio di numerosi santi e martiri.
Tra i dissidenti vi erano alcuni aristocratici cattolici di alto profilo come gli Howard e, per un certo tempo, i Beaufort, discendenti dai Plantageneti. Questo patrocinio di alto livello assicurò una base organica e radicata per il cattolicesimo nel Paese.
Nel mondo anglofono, la Bibbia di Douay-Reims era una versione tradotta dalla Vulgata latina da ricusanti espatriati a Reims nel 1582 (Nuovo Testamento) e a Douai nel 1609 (Antico Testamento). Fu rivista dal vescovo Richard Challoner tra il 1749 e il 1752. La revisione del 1750 viene stampata ancora oggi. Fino alla richiesta di "nuove traduzioni dalle lingue originali" avanzata da papa Pio XII nell'enciclica Divino Afflante Spiritu del 1942 e poi dal Concilio Vaticano II, questa era la traduzione utilizzata dalla maggior parte dei cattolici. Dopo la Divino Afflante Spiritu, nel mondo cattolico si moltiplicarono le traduzioni. Anche il mondo riformato conobbe un tale fenomeno a partire dalla Revised Standard Version. Varie altre traduzioni furono utilizzate dai cattolici di tutto il mondo per le liturgie in lingua inglese; queste comprendono la New American Bible, la Bibbia di Gerusalemme e la Revised Standard Version Second Catholic Edition. La Bibbia di Douay-Reims è ancora spesso preferita dai cattolici più conservatori o tradizionalisti.

## Importanti ricusanti nel Regno Unito

### Famiglie ricusanti
Le famiglie ricusanti furono molto numerose. Una di queste era la famiglia Howard, alcuni dei quali sono noti come Fitzalan-Howard, i duchi di Norfolk, la famiglia non reale di più alto rango in Inghilterra e titolari ereditari dell'ufficio di conte maresciallo. Altri membri della famiglia Howard, i conti di Carlisle, i conti di Effingham e i conti di Suffolk, erano e sono tuttora anglicani. I Carlisle possiedono tuttora il castello Howard nello Yorkshire. La ricusazione si concentrava storicamente nell'Inghilterra del Nord, in particolare in Cumbria, Lancashire e Yorkshire. 
Altre celebre famiglie di ricusanti sono Acton (noto anche come Dalberg-Acton e Lyon-Dalberg-Acton), Blundell (noto anche come Weld-Blundell), Clifford, Fortescue, Gerard, Petre, Radclyffe, Scrope e Strickland ecc.

### Famiglie convertite
A partire dal XVIII secolo, e in particolare tra la fine del XIX e l'inizio del XX secolo, i rami di alcune famiglie ricche o nobili iniziarono ad abbracciare e a convertirsi alla Chiesa cattolica romana, in alcuni casi grazie a matrimoni misti.

### Individui

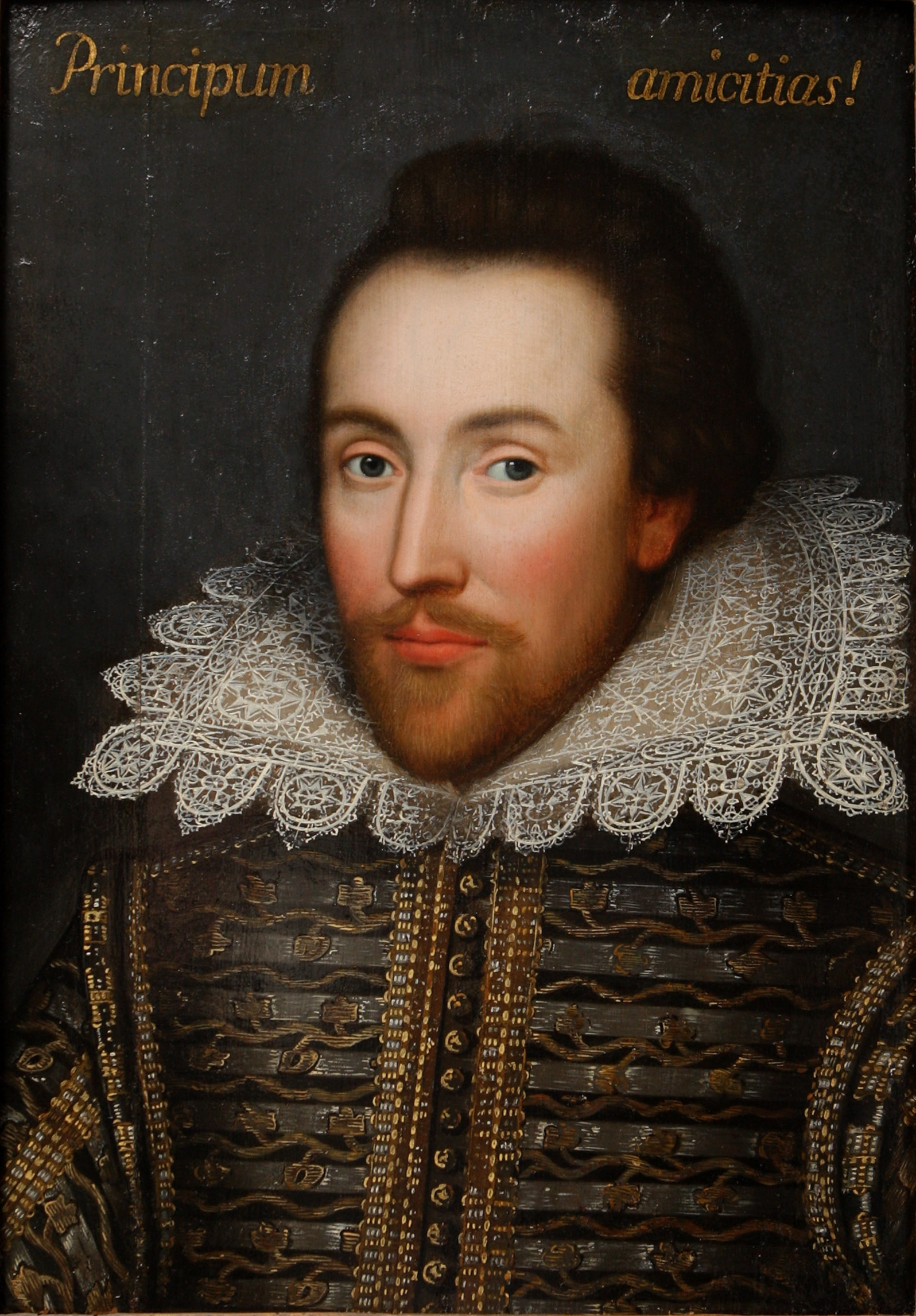
William Shakespeare proveniva da una famiglia di cattolici ricusanti.

Sebbene William Shakespeare (1564-1616) e la sua più stretta cerchia famigliare fossero membri conformi dell'affermata Chiesa d'Inghilterra, la madre del celebre drammaturgo, Mary Arden, apparteneva a una famiglia devotamente cattolica del Warwickshire.
Alcuni studiosi ritengono inoltre che vi siano prove del fatto che diversi membri della famiglia di Shakespeare fossero segretamente cattolici ricusanti. La prova più forte è un atto di professione cattolica firmato in segreto da John Shakespeare, il padre del drammaturgo. L'atto fu trovato nel XVIII secolo nelle travi di una casa che un tempo appartenne a John Shakespeare e fu visto e descritto dal rispettabile studioso Edmond Malone. Più tardi Malone cambiò idea e dichiarò che pensava che l'atto fosse un falso.  Sebbene il documento sia andato perduto, Anthony Holden scrisse che la formulazione dell'atto riportata da Malone è collegata a un testamento scritto da Carlo Borromeo e diffuso in Inghilterra da Edmund Campion, del quale esistono ancora copie in italiano e inglese. Altre ricerche, tuttavia, suggeriscono che il testamento Borromeo è un manufatto del XVII secolo (risalente, al più presto, al 1638), che non fu stampato per l'opera missionaria e non che avrebbe mai potuto essere posseduto da John Shakespeare che morì nel 1601. John Shakespeare era indicato come uno che non frequentava le funzioni religiose ma questo avveniva "per i molti processi per debiti", secondo i commissari, non perché fosse un ricusante".
Un altro notevole cattolico inglese, forse un convertito, fu il compositore William Byrd. Alcuni dei mottetti più popolari di Byrd furono in realtà scritti sotto forma di corrispondenza con un amico e collega compositore, Philippe de Monte. Quest'ultimo scrisse dei suoi mottetti in risposta, come il "Super Flumina Babylonis". Questi mottetti di corrispondenza spesso vertevano sui temi dell'oppressione e della speranza di liberazione.
Il poeta giacobita John Donne fu un altro celebre inglese nato in una famiglia cattolica ricusante. In seguito, tuttavia, scrisse due scritti di tendenza protestante  e, per volere del re Giacomo I d'Inghilterra, fu ordinato nella Chiesa d'Inghilterra.
Guy Fawkes, insieme ad altri ricusanti e convertiti, tra cui Sir Robert Catesby, John e Christopher Wright e Thomas Percy, il 5 novembre 1605 furono arrestati e accusati di aver progettato di far saltare in aria il Parlamento. Il complotto fu scoperto e la maggior parte dei cospiratori furono processati e giustiziati.
Alcuni ricusanti che subirono il martirio sono venerati come "santi quaranta martiri di Inghilterra e Galles".

## Altri paesi
Il termine "ricusazione" si applica principalmente ai cattolici inglesi, scozzesi e gallesi, ma vi furono altri casi in Europa. Il popolo irlandese, ad esempio, pur essendo soggetto alla Corona britannica, respinse sia le Chiese anglicane che quelle dissenzienti, e quasi tutti rimasero fedeli alla Chiesa cattolica, subendo le stesse pene dei ricusanti britannici. La situazione fu esacerbata da rivendicazioni fondiarie, violenza paramilitare e antagonismi etnici da entrambe le parti.
La ricusazione in Scandinavia non sopravvisse molto oltre il periodo della lotta liturgica (1574-1593). L'anti-cattolicesimo diminuì verso la fine del XVIII secolo e la libertà di religione fu ristabilita nella metà del XIX secolo, anche se vi furono casi individuali di simpatie cattoliche verificatesi nei secoli XVII e XVIII. Dal XX secolo la stragrande maggioranza dei cattolici nei paesi scandinavi sono immigrati oppure convertiti e i loro discendenti. Furono convertiti per esempio Cristina di Svezia, figlia di Gustavo II Adolfo, e Sigrid Undset, vincitrice del premio Nobel per la letteratura e autrice di Kristin, figlia di Lavrans. Il numero di svedesi di confessione cattolica romana è inferiore alle 40 000 fedeli e comprende Anders Arborelius, il primo vescovo svedese dopo la Riforma protestante. Nel 2017 venne nominato cardinale.